# ソーフィッシュ (潜水艦)
ソーフィッシュ (USS Sawfish, SS-276) は、アメリカ海軍の潜水艦。ガトー級潜水艦の一隻。艦名はノコギリエイに因む。

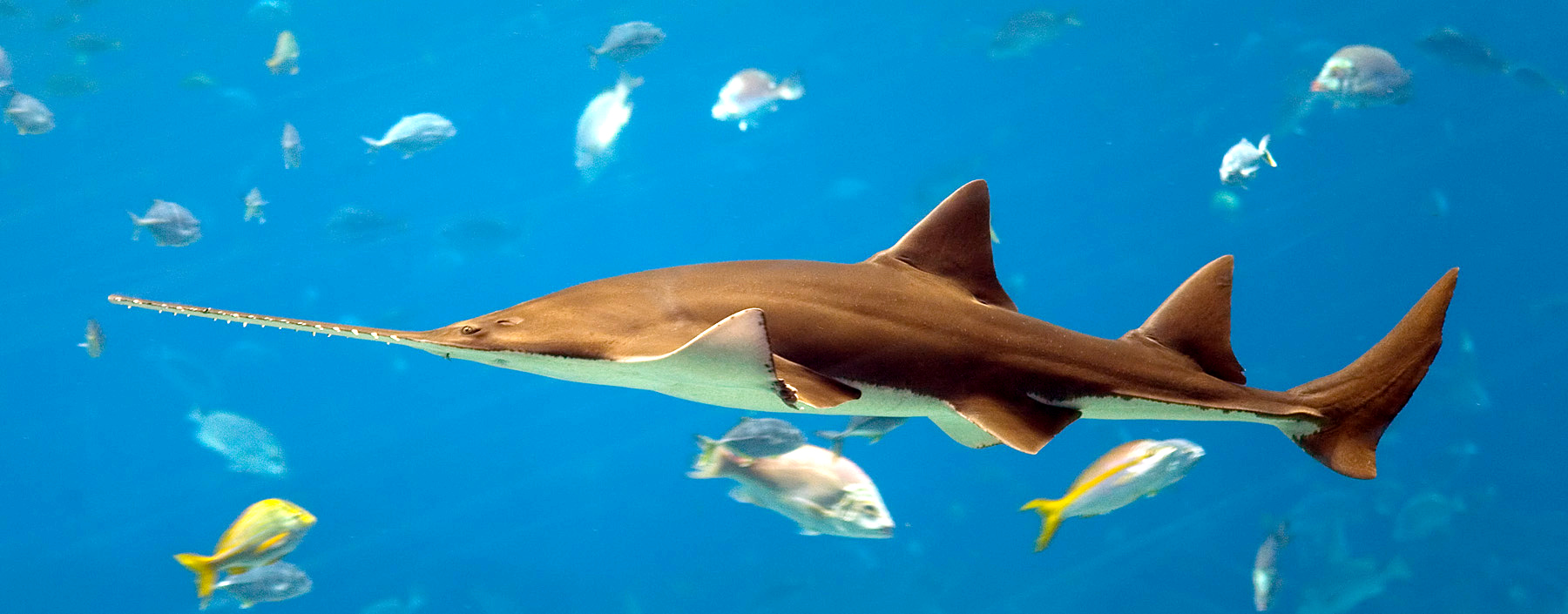
ノコギリエイ（Largetooth sawfish）

## 艦歴
「ソーフィッシュ」は1942年1月20日にメイン州キタリーのポーツマス海軍造船所で起工した。1942年6月23日にアメリカ合衆国初の女性上院議員ハッティー・ワイアット・キャラウェイによって命名、進水し、1942年8月26日に艦長ユージン・T・サンズ少佐（アナポリス1930年組）の指揮下就役する。ポーツマス沖とナラガンセット湾で整調後、パナマ運河を経由して1943年1月21日に真珠湾に到着した。

### 第1、第2の哨戒 1943年1月 - 6月
1月31日、「ソーフィッシュ」は最初の哨戒で日本近海に向かった。哨戒中に何隻かの船を攻撃し、それらを撃沈あるいは損傷を与えたと判断した。しかし、戦後に日本側及びアメリカ側の資料を注意深く確認すると、最初の哨戒では日本船に対しては戦果を挙げていなかった。2月17日朝、北緯30度45分 東経135度30分 / 北緯30.750度 東経135.500度の地点でレーダーにより2隻の輸送船がやってくるのを探知。魚雷を3本発射して命中させ1隻を撃沈。陽が高く上って視界もよくなり、新たな輸送船がやってくるのが見えた。それらは、当時は中立の立場にあったソ連の貨物船だったが、観測していたサンズ艦長は商船に翻るソ連船舶旗を見て「日本がソ連船舶旗を掲げてソ連船に成りすましている」と思っていたが、次々と現れる4隻のソ連船舶旗を掲げた輸送船を見て、そうではないことを悟った。夜になって浮上攻撃で輸送船に対して魚雷を3本発射。魚雷は命中し目標は沈没した。ところが、昼間に見た商船群がソ連輸送船ならば、朝と夜に撃沈した2隻の輸送船も、実はソ連の「イルメン」 （Ilmen、2,369トン） と「コラ」 （Kola、4,994トン） だった。
「ソーフィッシュ」は誤認撃沈をしたこととなった。2月21日夜、北緯29度30分 東経133度00分 / 北緯29.500度 東経133.000度の沖大東島沖で特務艦「大瀬」を発見し、魚雷を二度にわたって3本ずつ発射、撃沈と判断したが、「大瀬」は小破にとどまった。3月6日午後には北緯30度53分 東経132度38分 / 北緯30.883度 東経132.633度の都井岬沖でパラオからの陸軍輸送船3隻を発見し、魚雷を3本発射。魚雷は陸軍輸送船「くらいど丸」（南洋海運、5,497トン）の機関室に命中し、これを撃破した。帰途途中の3月20日には、北緯32度50分 東経151度58分 / 北緯32.833度 東経151.967度の地点で特設監視艇新勢丸を発見。3インチ砲と20ミリ機銃で損傷を与えた。3月25日、53日間の行動を終えてミッドウェー島に帰投した。
4月15日、「ソーフィッシュ」は2回目の哨戒で日本近海に向かった5月5日夕刻、北緯34度05分 東経137度35分 / 北緯34.083度 東経137.583度の大王崎近海で輸送船「白海丸」（北日本汽船、2,921トン）と水雷艇「真鶴」を発見し、魚雷を4本ずつ発射して2本を「白海丸」に命中させて撃沈したが、「真鶴」には命中しなかった。2週間後の5月20日夜には北緯32度45分 東経136度35分 / 北緯32.750度 東経136.583度の地点で、駆逐艦の護衛を配した大型艦6隻を発見。4月18日に戦死した連合艦隊司令長官・山本五十六元帥の遺骨を載せ、またアッツ島の戦いの支援に向かうため横須賀に向かっていた戦艦「武蔵」などから成る艦隊を発見した「ソーフィッシュ」は、艦隊におよそ8,200mまで接近し約2時間追跡したが、最終的には悪天候の中見失ってしまった。6月6日、53日間の行動を終えて真珠湾に帰投した。

### 第3の哨戒 1943年6月 - 8月
6月30日、「ソーフィッシュ」は3回目の哨戒で東シナ海に向かった。7月21日未明、北緯30度28分 東経128度20分 / 北緯30.467度 東経128.333度の地点で第178船団を発見し、魚雷を三度にわたり計8本発射して4本を二つの目標に命中させて撃沈したと判断したが、実際には回避されていた。翌22日午後には、北緯30度54分 東経125度15分 / 北緯30.900度 東経125.250度の上海東方370キロ地点でヒ03船団を発見。ソーフィッシュは船団中の海軍徴傭船「浅間丸」（日本郵船、16,947トン）に対して魚雷を6本発射し、うち3本が浅間丸に命中したと判断した。ところが、実際に魚雷が命中したのは「浅間丸」ではなく特設運送船（給兵）「西阿丸」（大阪商船、6,658トン）で、後部に魚雷が命中した「西阿丸」は航行不能となり、船尾甲板まで沈めながらも船首を突き出しながら浮いており、後に曳航され修理を受け沈没は免れた。7月26日未明、「ソーフィッシュ」は北緯31度20分 東経128度20分 / 北緯31.333度 東経128.333度の地点で臨時L2船団を発見し、魚雷を4本発射したが命中しなかった。翌27日午後には、北緯32度34分 東経127度42分 / 北緯32.567度 東経127.700度の福江島大瀬崎西方80km地点で、上海から門司に向かっていたモ505船団を発見し、690mの至近距離から魚雷を4本発射した。輸送船を狙ったつもりだったが、魚雷は1本が護衛の敷設艇「平島」に命中し、轟沈。「ソーフィッシュ」は魚雷爆発の衝撃で揺さぶられた。衝撃と敵の反撃を恐れて1時間もの間潜伏していたが、潜望鏡深度に戻ったときには輸送船団は影も形もなかった。8月10日、41日間の行動を終えて真珠湾に帰投した。

### 第4、第5の哨戒 1943年9月 - 12月
9月10日、「ソーフィッシュ」は4回目の哨戒で「ワフー (USS Wahoo, SS-238) 」とともに日本海に向かった。計画では、9月20日ごろに宗谷海峡を通過して日本海に侵入し、予定の期日を過ぎたら攻撃を開始する手はずとなっていた。「ソーフィッシュ」には僚艦「ワフー」のダドリー・ウォーカー・モートン艦長（アナポリス1930年組）の要請で搭載された新型のMk18型電池魚雷を搭載していた。「ワフー」は9月20日、「ソーフィッシュ」は9月23日に日本海へ侵入した。9月24日、「ソーフィッシュ」は北緯48度50分 東経141度50分 / 北緯48.833度 東経141.833度の地点で小型輸送船を発見し、魚雷を2本発射したが当たらなかった。9月28日には北緯42度30分 東経139度45分 / 北緯42.500度 東経139.750度の地点で2,500トン級輸送船を発見して魚雷を3本発射するも、これも命中しなかった。10月1日午前、北緯39度44分 東経135度43分 / 北緯39.733度 東経135.717度の地点で貨客船「雲仙丸」（日本郵船、3,140トン）を発見して魚雷を3本発射するが、これまた命中しなかった。夕方に入り、北緯40度38分 東経133度35分 / 北緯40.633度 東経133.583度の地点を中心に再び雲仙丸を発見し、まず魚雷を3本発射したが命中せず、逆に反撃を受ける。さらに4本発射したが、これも命中しなかった。「雲仙丸」は浸水があったものの翌2日に羅津に入港した。10月5日夜にも、北緯39度06分 東経139度34分 / 北緯39.100度 東経139.567度の男鹿半島近海で輸送船「大島丸」（三井船舶、970トン）に対して魚雷を3本発射し、2本命中したが不発だった。翌6日、「ソーフィッシュ」は北緯40度01分 東経139度30分 / 北緯40.017度 東経139.500度の地点で2,500トン級輸送船を発見して魚雷を3本発射したものの、この攻撃でも命中しなかった。10月9日、宗谷海峡へ侵入したが、「ワフー」による「崑崙丸」撃沈後に対潜警戒を強化していた日本海軍に発見され、「第十五号駆潜艇」などから爆雷攻撃を受けるが振り切って日本海を脱出。10月16日、36日間の行動を終えてミッドウェー島に帰投。帰投後、今回の哨戒は総じて失敗であったと判断されたが、その原因に関しては、レポートではMk18型電池魚雷に原因があるとしており、「Mk18型電池魚雷は、実用で満足できるようになるまでかなりのテストと試験射撃が必要である」と締めくくられた。僚艦の「ワフー」はついに帰らなかった。
11月1日、「ソーフィッシュ」は5回目の哨戒で小笠原諸島方面に向かった。11月19日、未明から約10時間にわたって、「ハーダー (USS Harder, SS-257) 」が第4111船団を攻撃しているものと思しき、断続的な爆発音を聴取する。11月26日未明には、北緯27度18分 東経140度53分 / 北緯27.300度 東経140.883度の地点で5隻の輸送船団を発見し、魚雷を5本発射して3本の不正確な命中があったとする。12月7日夜、「ソーフィッシュ」は北緯25度49分 東経142度05分 / 北緯25.817度 東経142.083度の父島近海で輸送船と護衛艦を探知し、翌8日未明に北緯25度20分 東経141度46分 / 北緯25.333度 東経141.767度の地点にいたったところで魚雷を4本発射。魚雷は特設運送船「山西丸」（大連汽船、3,266トン）に命中し撃破。12月19日、48日間の行動を終えてミッドウェー島に帰投し、サンフランシスコに回航され、ハンターズ・ポイント海軍造船所でオーバーホールに入った。艦長がアラン・B・バニスター中佐（アナポリス1928年組）に代わり、オーバーホールは1944年の春先には完了され、3月22日に真珠湾に到着した。

### 第6、第7の哨戒 1944年4月 - 8月
4月8日、「ソーフィッシュ」は6回目の哨戒で日本近海に向かった。4月25日、は北緯30度32分 東経140度10分 / 北緯30.533度 東経140.167度の地点で護衛なしの5,000トン級輸送船を発見し、魚雷を4本発射。魚雷は2本が命中し、5,000トン級輸送船は船体をV字型に折って沈没していった、はずであったが日本側の記録に該当する船舶がなく、戦後記録は削除された。哨戒期間の後半、哨戒海域を豊後水道近海に変えたが、戦果はなかった。5月27日、49日間の行動を終えてマジュロに帰投した。
6月22日、「ソーフィッシュ」は7回目の哨戒で「ロック (USS Rock, SS-274) 」および「タイルフィッシュ　(USS Tilefish, SS-307) 」とウルフパックを構成しルソン海峡方面に向かった。7月18日朝、「ソーフィッシュ」は北緯21度52分 東経119度47分 / 北緯21.867度 東経119.783度の地点で付近を航行中のヒ69船団から、機関故障で後落したタンカー「はりま丸」（石原汽船、10,045トン）を発見。魚雷を計9本発射し、2本が命中したと判断された。しかし「はりま丸」は実際には間一髪で回避しており、そのまま高雄に入港した。その後、ソーフィッシュ以下のウルフパックは、ウルトラ情報により、付近を遣独潜水艦作戦から帰還途中の潜水艦「伊29」が通過することが判明したため、待ち伏せして撃沈することを命じられた。7月25日に一度は「伊29」を発見したが見失い、追跡の上翌26日午後、「ソーフィッシュ」はバリンタン海峡で「伊29」を再び発見した。16時45分、「ソーフィッシュ」は北緯20度10分 東経121度50分 / 北緯20.167度 東経121.833度の地点で「伊29」に向けて魚雷を4本発射して3本を命中させ、ドイツからの数々の貴重物資もろとも葬り去った。仕留め損ないに備えて「タイルフィッシュ」も攻撃のために寄ってきていたが、その必要はなかった。7月31日未明には、北緯19度15分 東経120度50分 / 北緯19.250度 東経120.833度の地点で2つか3つばかりの目標を探知し、魚雷を3本発射して爆発と閃光を確認するが、命中と沈没は確認されなかった。8月15日、55日間の行動を終えて真珠湾に帰投した。

### 第8の哨戒 1944年9月 - 11月
9月9日、「ソーフィッシュ」は8回目の哨戒で「ドラム (USS Drum, SS-228)」「アイスフィッシュ (USS Icefish, SS-367) 」とウルフパックを構成し、ルソン海峡方面に向かった。10月9日未明、「ソーフィッシュ」は北緯19度30分 東経116度38分 / 北緯19.500度 東経116.633度のルソン島北西端ボヘヤドール岬西北西232海里地点でマタ28船団を発見し、艦首と艦尾の発射管を使って魚雷を計10本発射。魚雷はタンカー「橘丸」（日本油槽船、6,539トン）に2本が命中してこれを撃沈した。このころ、第38任務部隊（マーク・ミッチャー中将）がフィリピン攻略支援で台湾や南西諸島を叩くべく接近し、また中国大陸からのB-29も飛来。「ソーフィッシュ」は第38任務部隊機やB-29の援護任務を命じられた。10月16日、小さなゴムボートで数日間も飲まず食わずで日よけもないまま漂流していたパイロットを救助した。「ソーフィッシュ」以下のウルフパックは救助後もボヘヤドール岬沖に居座った。10月18日には北緯22度25分 東経119度34分 / 北緯22.417度 東経119.567度の地点で、駆逐艦か「千鳥型水雷艇」に対して魚雷を4本発射したが、命中しなかった。

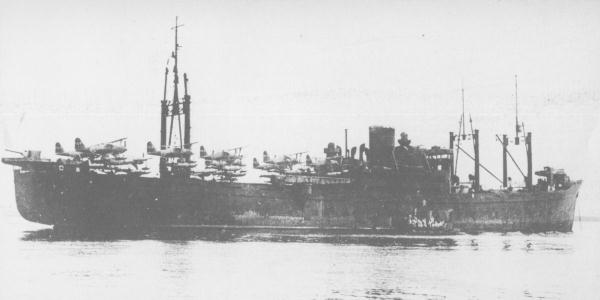
君川丸（1943年）

10月23日午後、北緯18度57分 東経118度23分 / 北緯18.950度 東経118.383度の地点にいた「ソーフィッシュ」は、おりからの悪天候の中を航行中のマタ30船団からの煙を発見。マタ30船団は船団旗艦駆逐艦「春風」の名前を取って「春風船団」とも言われた。艦尾発射管の魚雷を撃ち尽くして艦首発射管の魚雷しか攻撃の手立てがなかった「ソーフィッシュ」は17時24分、北緯18度58分 東経118度31分 / 北緯18.967度 東経118.517度の地点で魚雷を5本発射。魚雷は船団最後尾を航行中の特設運送船「君川丸」（川崎汽船、6,863トン）の船尾を中心に命中し、あっけなく沈没した。マタ30船団に対する攻撃では、「ソーフィッシュ」以下のウルフパックの他に、「シャーク  (USS Shark, SS-314)」「シードラゴン (USS Seadragon, SS-194)」「ブラックフィッシュ (USS Blackfish, SS-221) 」からなる別のウルフパックと、それとは別の行動をとっていた「スヌーク (USS Snook, SS-279) 」が合流してきており、「君川丸」を含め合計9隻の輸送船を撃沈する戦果を挙げたが、「シャークが」10月24日朝に「春風」の反撃を受けて撃沈されており、100パーセントの完勝劇とは行かなかった。「ソーフィッシュ」は深夜23時21分に魚雷を4本発射し、この魚雷は極東丸型1万トン級タンカーに1本が命中して撃沈したと判断され、明け方に戦場を離れた。11月8日、58日間の行動を終えてマジュロに帰投。艦長がダグラス・H・プーグ少佐（アナポリス1938年組）に代わった。

### 第9、第10の哨戒 1944年12月 - 1945年4月
12月17日、「ソーフィッシュ」は9回目の哨戒で台湾近海に向かった。この哨戒では主に航空部隊の救助任務に当たった。1945年1月21日、ソーフィッシュは空母「カウペンス (USS Cowpens, CVL-25) 」所属のパイロット1名を救助することに成功した。一方、この哨戒での攻撃機会はなかった。2月4日、47日間の行動を終えてグアム島アプラ港に帰投した。
3月10日、「ソーフィッシュ」は10回目の哨戒で南西諸島方面に向かった。この哨戒でも沖縄戦の援護を行う第58任務部隊（マーク・ミッチャー中将）機の救助任務が主任務となった。担当海域に不時着機が来ることはなく、4月26日に47日間の行動を終えて真珠湾に帰投。その後サンフランシスコに回航され、ベスレヘム造船でオーバーホールに入った。

### 戦後
「ソーフィッシュ」は終戦当日の8月15日に真珠湾へ向けて出航する。22日に真珠湾に到着するが直ちに西海岸へ帰投し、西海岸艦隊音響学校での訓練任務に従事する。1946年の初めに再度真珠湾へ戻るが、3月22日に不活性化のためにサンフランシスコに帰投した。1946年6月26日に退役し、メア・アイランド海軍造船所で1947年5月まで保管された後、海軍予備役訓練艦としてサンペドロで任務に従事した。1960年4月1日、除籍され、スクラップとして廃棄された。
「ソーフィッシュ」は第二次世界大戦の戦功で8個の従軍星章を受章した。